# ベラルーシ国立美術館
ベラルーシ国立美術館（ベラルーシ語: Нацыянальны мастацкі музей Рэспублікі Беларусь）とは、ベラルーシ最大の美術館で、ミンスクに位置する。美術館は20の様々なコレクションを構成する30,000点以上の芸術作品を収蔵しており、これらの収蔵品はベラルーシ国内の芸術作品と国外の芸術作品の2つに大別される。

## 沿革
ベラルーシ国立美術館の前身となる美術館は社会主義共和国時代に開設された。1939年1月24日にベラルーシ人民委員会の決議に基づいて国家美術館が開館し、美術館の建物はミンスク女子ギムナジウムを前身とする農業大学院の15棟の会館が転用された。ベラルーシ人の画家・彫刻家であるミカライ・ミカラプが美術館の指導にあたり、絵画、彫刻、視覚芸術の三部門のほか、特例によって芸術産業の分野が別個に設けられた。
ベラルーシ国内の歴史博物館が所有していた芸術作品やネスヴィジ城の収蔵品などベラルーシ内の芸術作品のほか、キリスト教に関する宗教芸術、ロシア人画家の作品、フランスの絵画が集められた。1941年初頭に美術館はおよそ2,711点の芸術作品を所有し、それらのうちの400点が展示されていた。それぞれの作品の解説と研究と平行して、美術館の収蔵品の目録の作成に関する長期的な作業が行われた。
1941年に開戦した大祖国戦争の中でミンスクがナチス・ドイツに占領された後、美術館の収蔵品はナチス・ドイツによって収奪される。終戦後、戦前にロシアで展示されていた作品のごく一部の作品が美術館に返還される。しかし、戦前に美術館の目録が完成していなかったために奪われた作品の捜索は困難であり、1944年に美術館の職員が記憶を元に目録を作り上げた。
戦後、美術館のディレクターを務めていた芸術家エレナ・アラドワの指導下で美術館の復興が進められた。ミンスクが廃墟となっている戦後の荒廃にもかかわらず、ベラルーシ政府は美術館のための芸術作品の購入にかなりの金額を割り振った。1945年8月にはすでにボリス・クストーディエフ、ヴァシーリー・ポレーノフ、カール・ブリューロフ、イサーク・レヴィタンの油絵を所有していた。1957年に国家美術館のレーニン通りへの移転が完了し、この年にすでに美術館の収蔵品は戦前の水準に達し、ロシア、ソビエト連邦、ベラルーシの約3,000点の作品が収められていた。
1970年代から1980年代初頭の期間は美術館の展示活動の最盛期だった。美術館のコレクションは他の社会主義国の美術館を巡回し、ミンスクの国家美術館で開催された展覧会ではロシア、ポーランド、アメリカ、フランスなどの国外の美術館のコレクションが公開された。
1980年代に入ると美術館は作品の保管に必要な空間の確保に困り、1985年から新館の建設が開設され、1989年にキーロフ通りの新館に移転した。1993年に美術館は現在の名称であるベラルーシ共和国国立美術館に改称された。

## ギャラリー

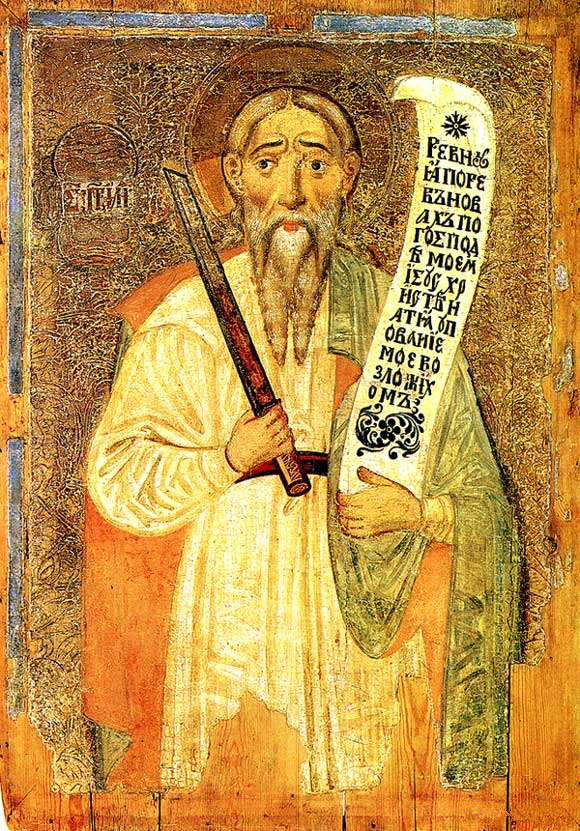
The Prophet Elijah（1668年）。パネルに描かれたテンペラ
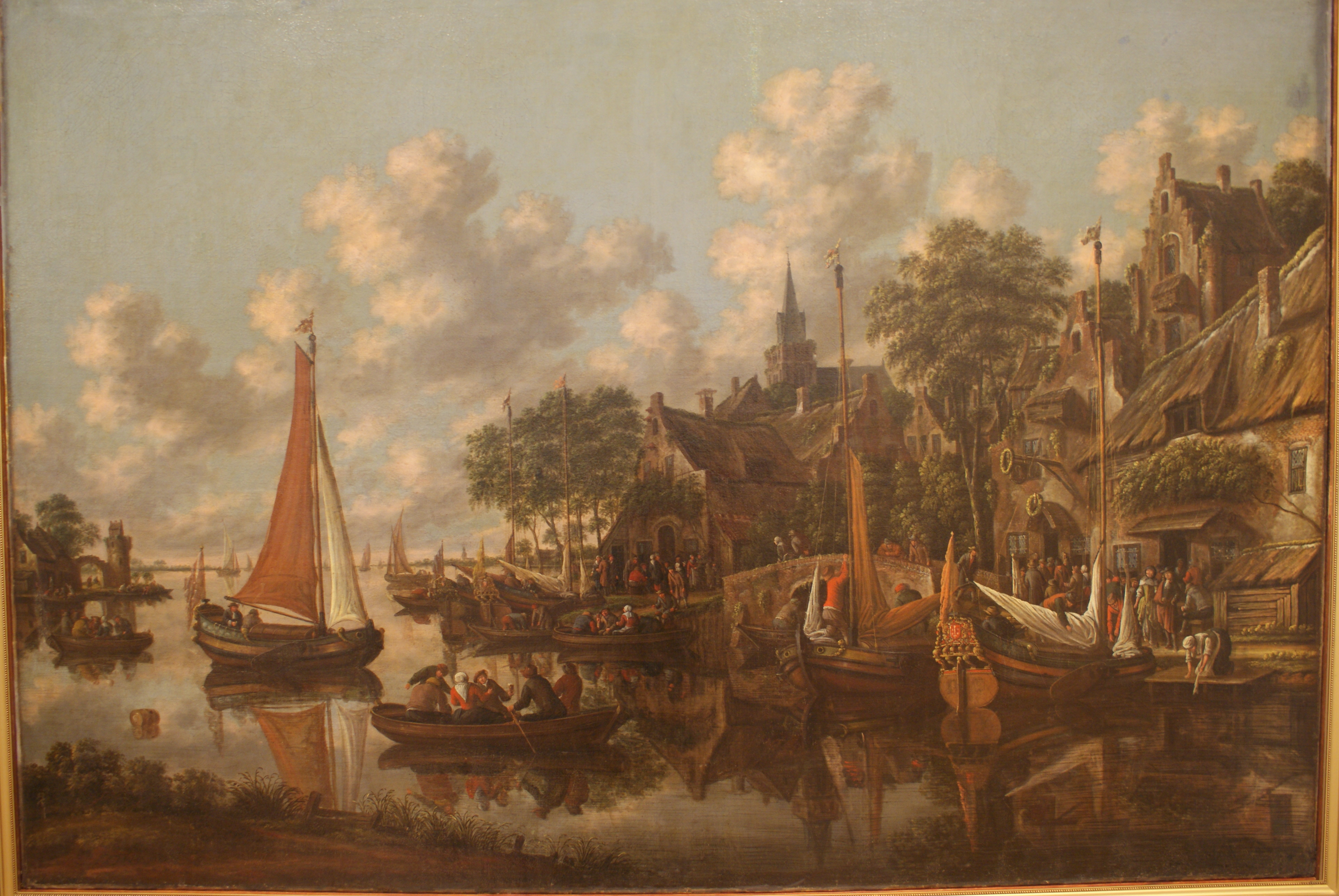
Thomas Heeremans, Summer（1689年）
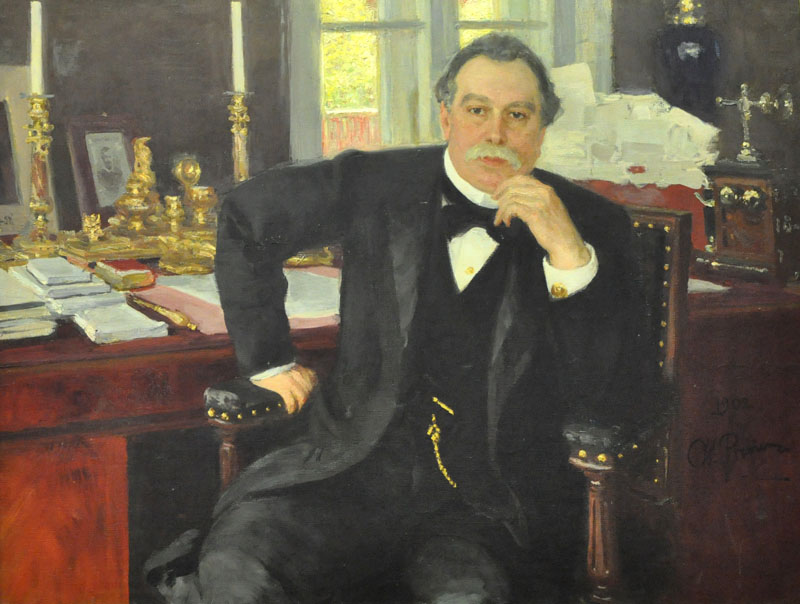
Ilya Repin, Portrait of Minister of the Interior Vyacheslav von Plehve（1902年）
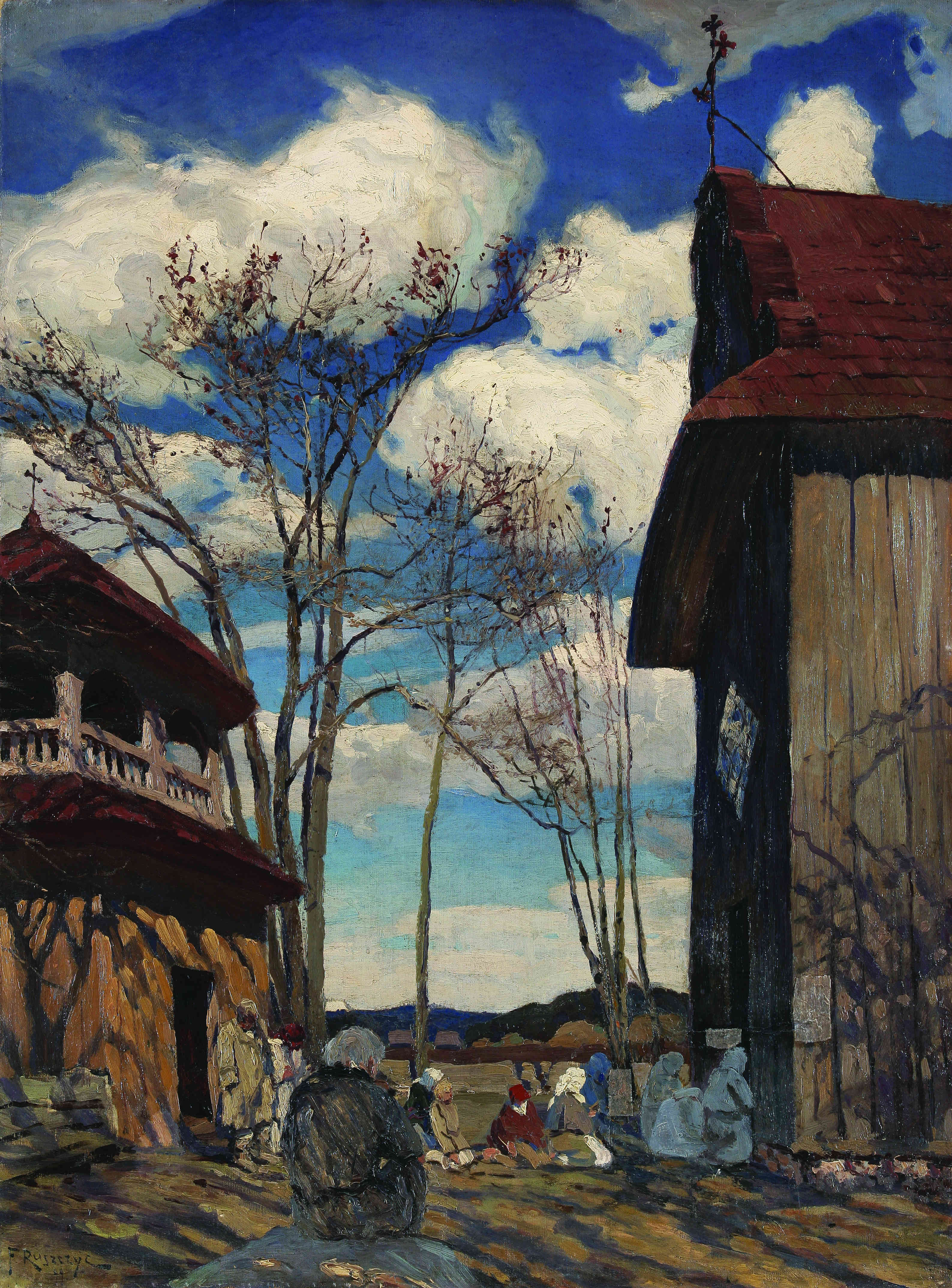
Ferdynand Ruszczyc, Near church（1899年）
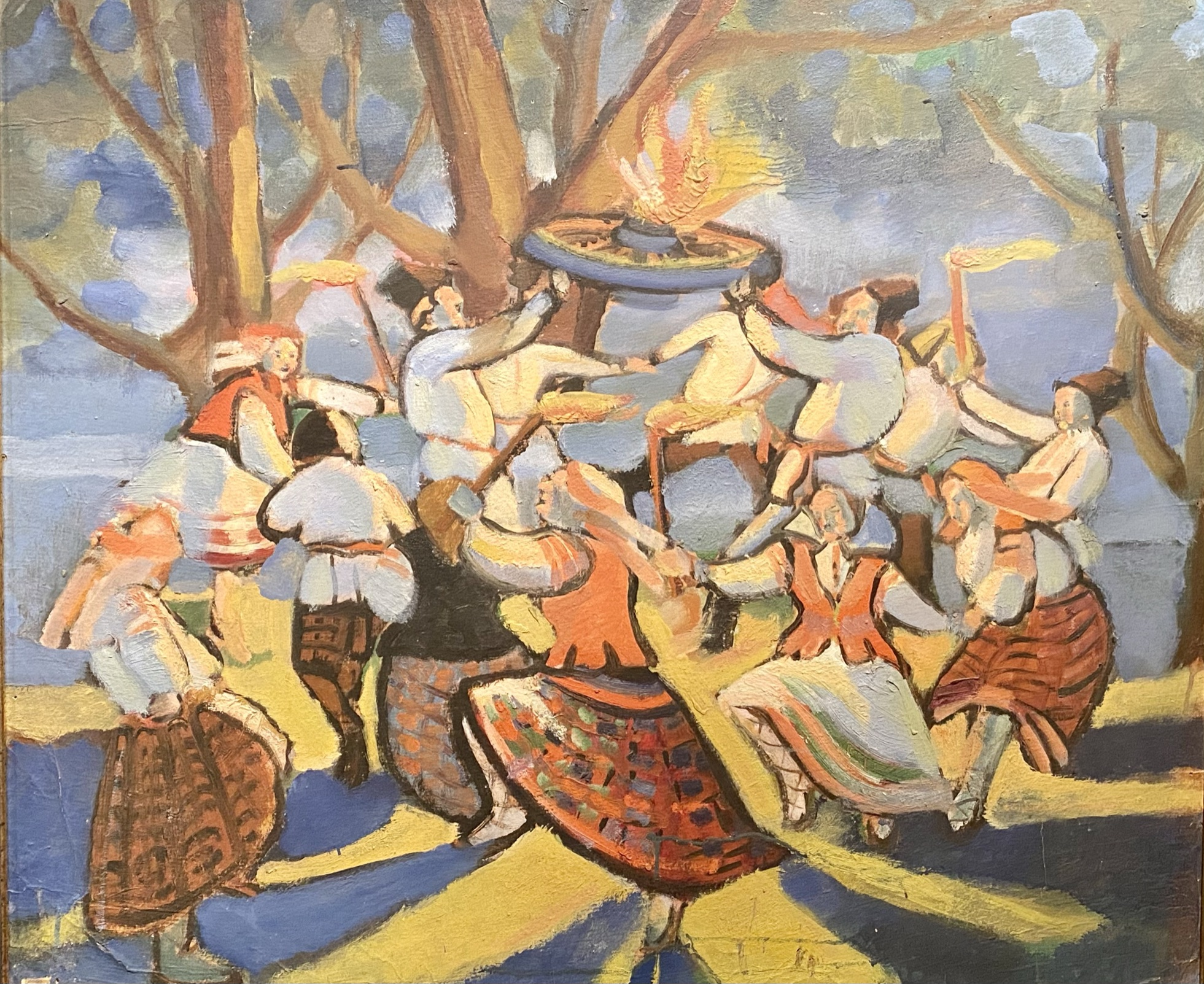
Mikhail Filippovich. Midsummer night（1921年 - 1922年）
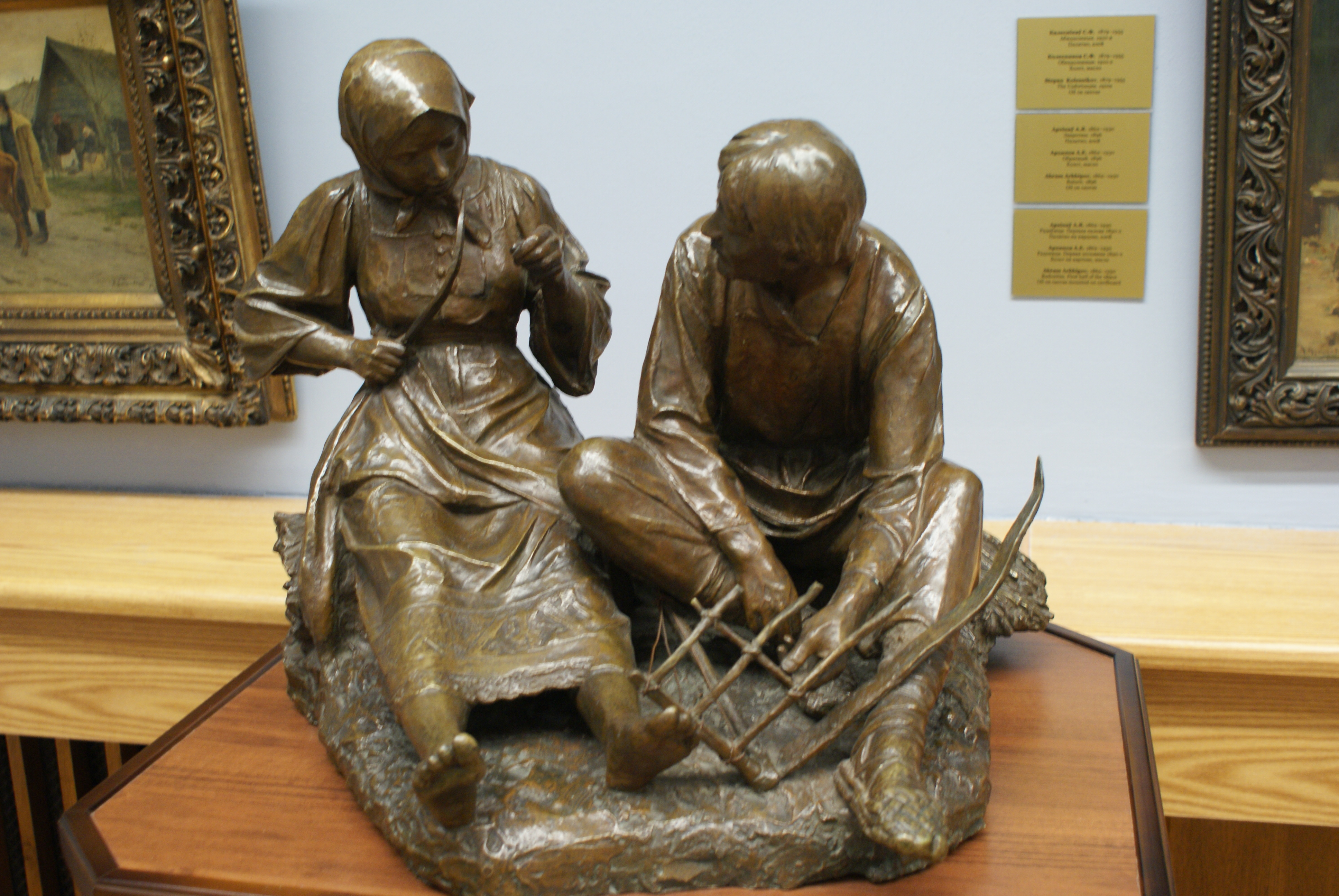
Vladimir Beklemishev. Village love（1896年）
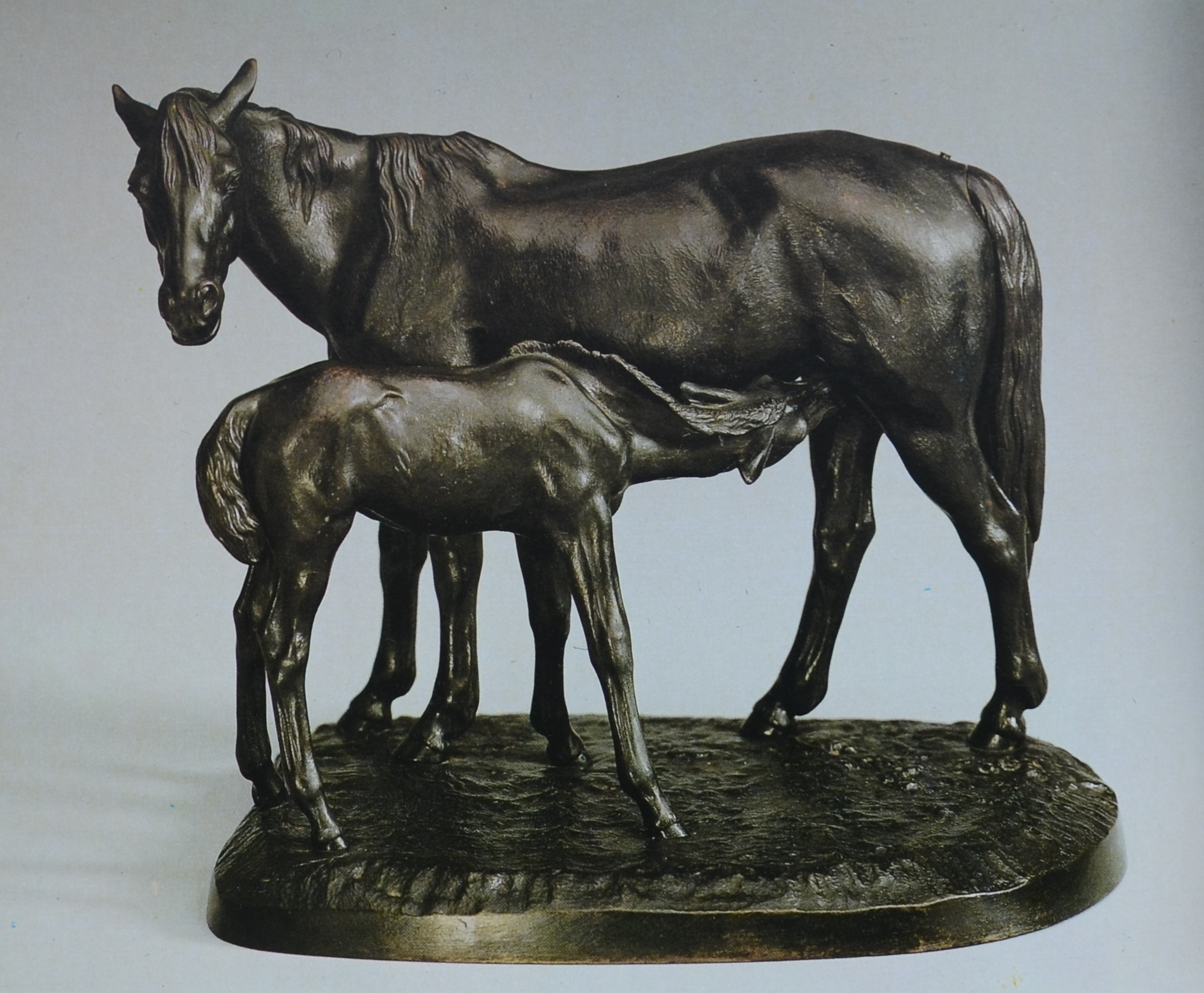
Peter Clodt von Jürgensburg. 牝馬と子馬（1854年）